# 因為是夏天！
《因為是夏天！》（日语：夏ダカラ！）是日本的女子偶像組合Buono!的第12張單曲。2011年7月20日發售。發售公司是zetima。

## 概要
- 移籍到zetima後的第2張單曲。
- 《因為是夏天！》的中心是鈴木愛理。

## 收錄曲
1. 夏ダカラ！
（作詞：三浦德子；作曲：今井千尋；編曲：石崎光）
MMORPG『Forsaken World』キャンペーンソング[2]
2. Ice Mermaid
（作詞：鈴木美穗；作曲：柳澤英樹；編曲：田原伸浩；銅管樂：竹上良成）
3. 夏ダカラ！(Instrumental)

## 外部連結
- YouTube上的Buono!《因為是夏天！》音樂影片
- YouTube上的Buono!《因為是夏天！》（3Shot Lip Ver. Sofa）
- YouTube上的Buono!《因為是夏天！》（3Shot Lip Ver. White）
- UP FRONT WORKS 唱片